# Nogowschütz
Nogowschütz (auch Nogowczütz, polnisch Nogowczyce, 1936–1945 Wangschütz) ist eine Ortschaft in Oberschlesien. Der Ort liegt in der Gemeinde Ujest im Powiat Strzelecki in der Woiwodschaft Oppeln.

## Geographie

### Geographische Lage
Das Straßendorf Nogowschütz liegt zehn Kilometer nordöstlich vom Gemeindesitz Ujest, 10 Kilometer südwestlich von der Kreisstadt Strzelce Opolskie (Groß Strehlitz) und 43 Kilometer südöstlich von der Woiwodschaftshauptstadt Opole (Oppeln). Der Ort liegt in der Nizina Śląska (Schlesische Tiefebene) innerhalb der Kotlina Raciborska (Ratiborer Becken). Südlich des Ortes verläuft die Autostrada A4.

### Nachbarorte
Nachbarorte von Nogowschütz sind im Nordwesten Schironowitz (Sieroniowice ), im Norden Balzarowitz (Balcarzowice) und im Südwesten Jarischau (Jaryszów).

## Geschichte

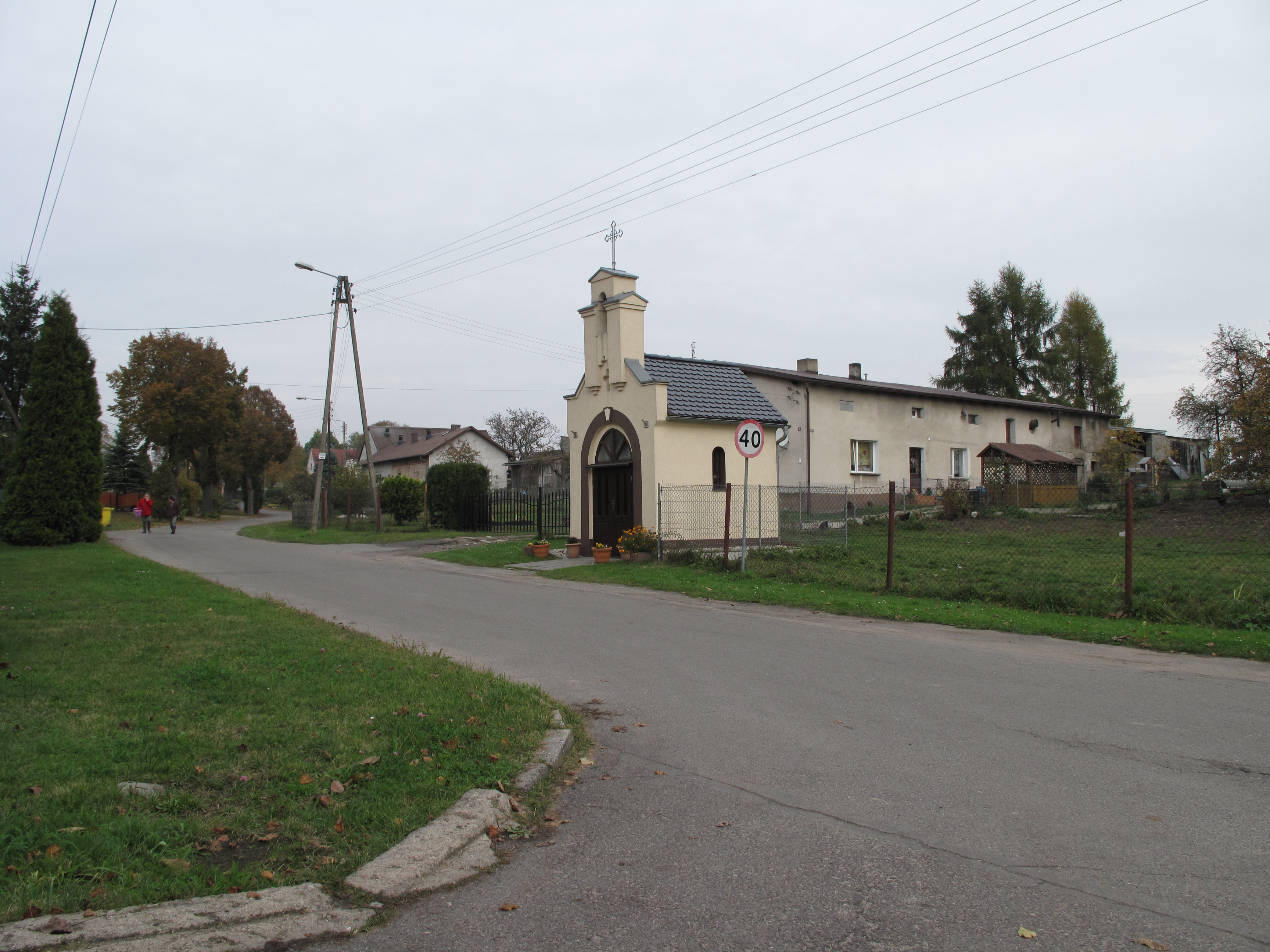
Ortsbild mit Wegekapelle

Das Dorf wurde 1687 erstmals als Nogowczitz erwähnt. 
Nach dem Ersten Schlesischen Krieg fiel Nogowschütz 1742 mit dem größten Teil Schlesiens an Preußen.
Nach der Neuorganisation der Provinz Schlesien gehörte die Landgemeinde Nogowschütz ab 1816 zum Landkreis Groß Strehlitz im Regierungsbezirk Oppeln. 1845 bestanden in Ort eine Försterei, ein Vorwerk und 20 Häuser. Im gleichen Jahr zählte Nogowschütz 157 Einwohner, davon zwei evangelisch. 1861 zählte das Dorf 704 Einwohner. 1865 hatte der Ort 2 Bauern-, 10 Gärtner und 7 Häuslerstellen sowie eine Försterei. 1874 wurde der Amtsbezirk Blottnitz gegründet, welcher die Landgemeinden Balczarzowitz, Blottnitz, Centawa, Groß Pluschnitz, Nogowschütz und Warmuntowitz und den Gutsbezirken Balczarzowitz Vorwerk, Blottnitz Vorwerk, Centawa Vorwerk, Groß Pluschnitz Vorwerk, Nogowschütz Vorwerk und Warmuntowitz Vorwerk umfasste.
1910 lebten 160 Menschen im Ort. Bei der Volksabstimmung in Oberschlesien 1921 stimmten 15 Einwohner für Deutschland und 84 für Polen – gleichwohl verblieb Nogowschütz in der Weimarer Republik. 1933 lebten in Nogowschütz 214 Einwohner. Ab 1933 führten die neuen nationalsozialistischen Machthabern groß angelegte Umbenennungen von Ortsnamen slawischen Ursprungs durch. Am 3. September 1936 wurde der Ort in Wangschütz umbenannt. 1939 lebten in Wangschütz 295 Einwohner. Bis 1945 befand sich der Ort im Landkreis Groß Strehlitz.
1945 kam der Ort unter polnische Verwaltung und wurde in Nogowczyce umbenannt. 1950 wurde der Ort Teil der Woiwodschaft Oppeln und 1999 des wiedergegründeten Powiat Strzelecki. Im November 2008 erhielt der Ort zusätzlich den amtlichen deutschen Ortsnamen Nogowschütz.

## Sehenswürdigkeiten
- Steinerne Wegekapelle